# Grazac (Alto Garona)
Grazac (em occitano:  Grasac) é uma comuna francesa na região administrativa da Occitânia, no departamento do Alto Garona. Estende-se por uma área de 7.17 km², com 639 habitantes, segundo o censo de 2018, com uma densidade de 89 hab/km².